# Купань
Купа́нь — село в Переславском районе Ярославской области. Старинное название — Хупань.
Рядом с селом (по дороге из Переславля) расположен источник святой Варвары, где возведена часовня и устроена купальня.

## История
В 1518 году село было приложено в Троице-Сергиев монастырь, которому принадлежало до секуляризации 1764 года.
Церковь Иоанна Богослова известна с 1563 года. До 1782 года при ней была другая деревянная церковь во имя святой великомученицы Варвары. В 1814 году усердием прихожан устроен каменный двухэтажный храм, в нём два престола: в верхнем этаже в честь святого апостола Иоанна Богослова, в нижнем в честь святой великомученицы Варвары.
В селе действовала церковно-приходская школа.

## Население
| 1859 | 1905 |
| ---- | ---- |
| 217  | 364  |

| 1859 | 1905 | 1926 | 2007 | 2010 |
| ---- | ---- | ---- | ---- | ---- |
| 217  | ↗364 | ↗491 | ↘20  | ↘12  |